# Ејмсвил (Охајо)
Ејмсвил (енгл. Amesville) град је у америчкој савезној држави Охајо.

## Демографија
По попису из 2010. године број становника је 154, што је 30 (-16,3%) становника мање него 2000. године.
| Група             | 2000.       | 2010.       |
| Белци             | 172 (93,5%) | 132 (85,7%) |
| Афроамериканци    | 2 (1,1%)    | 5 (3,2%)    |
| Азијати           | 0 (0,0%)    | 7 (4,5%)    |
| Хиспаноамериканци | 4 (2,2%)    | 4 (2,6%)    |
| Укупно            | 184         | 154         |